# Le Plessier-sur-Bulles
Le Plessier-sur-Bulles é uma comuna francesa na região administrativa de Altos da França, no departamento de Oise. Estende-se por uma área de 3,91 km². Em 2010 a comuna tinha 213 habitantes (densidade: 54,5 hab./km²).